# Podmelnik
Podmelnik falu Horvátországban, Tengermellék-Hegyvidék megyében. Közigazgatásilag Novi Vinodolskihoz tartozik.

## Fekvése
A horvát tengerpart északi részének közepén, Novi Vinodolskitól 10 km-re délkeletre, a tengerparttól 5 km-re a hegyek között fekszik.

## Története
1857-ben 52, 1910-ben 80 lakosa volt. 1920-ig Modrus-Fiume vármegye Novi járásához tartozott. Az 1970-es években teljesen elnéptelenedett. 2011-ben nem volt állandó lakossága. Házai elhagyottan romosan állnak.

## Lakosság
| Lakosság változása | Lakosság változása | Lakosság változása | Lakosság változása | Lakosság változása | Lakosság változása | Lakosság változása | Lakosság változása | Lakosság változása | Lakosság változása | Lakosság változása | Lakosság változása | Lakosság változása | Lakosság változása | Lakosság változása | Lakosság változása |
| ------------------ | ------------------ | ------------------ | ------------------ | ------------------ | ------------------ | ------------------ | ------------------ | ------------------ | ------------------ | ------------------ | ------------------ | ------------------ | ------------------ | ------------------ | ------------------ |
| 1857               | 1869               | 1880               | 1890               | 1900               | 1910               | 1921               | 1931               | 1948               | 1953               | 1961               | 1971               | 1981               | 1991               | 2001               | 2011               |
| 52                 | 0                  | 58                 | 80                 | 95                 | 80                 | 82                 | 68                 | 52                 | 63                 | 44                 | 6                  | 0                  | 0                  | 0                  | 0                  |